# Villa Montalvo

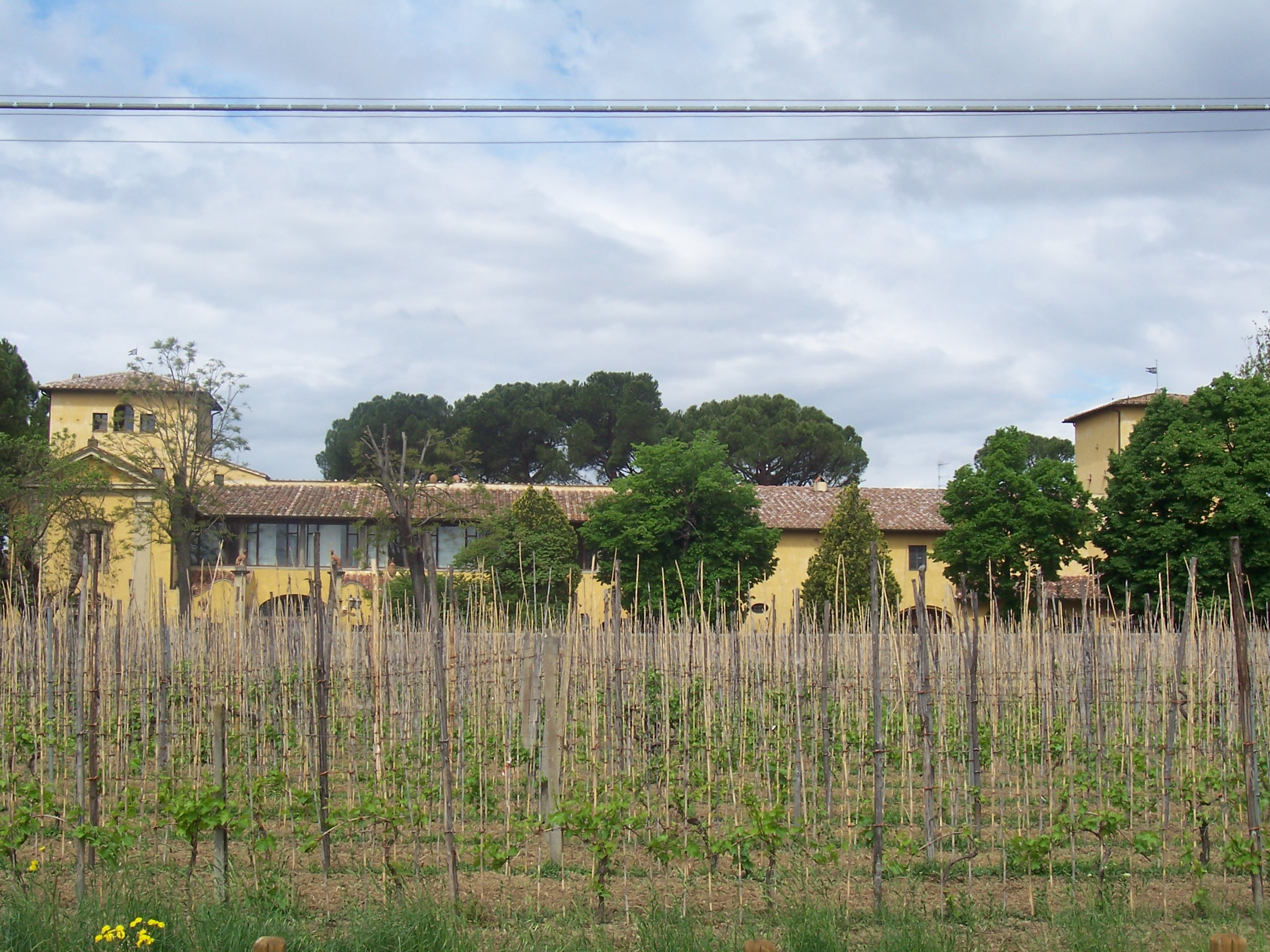
Panoramica della villa

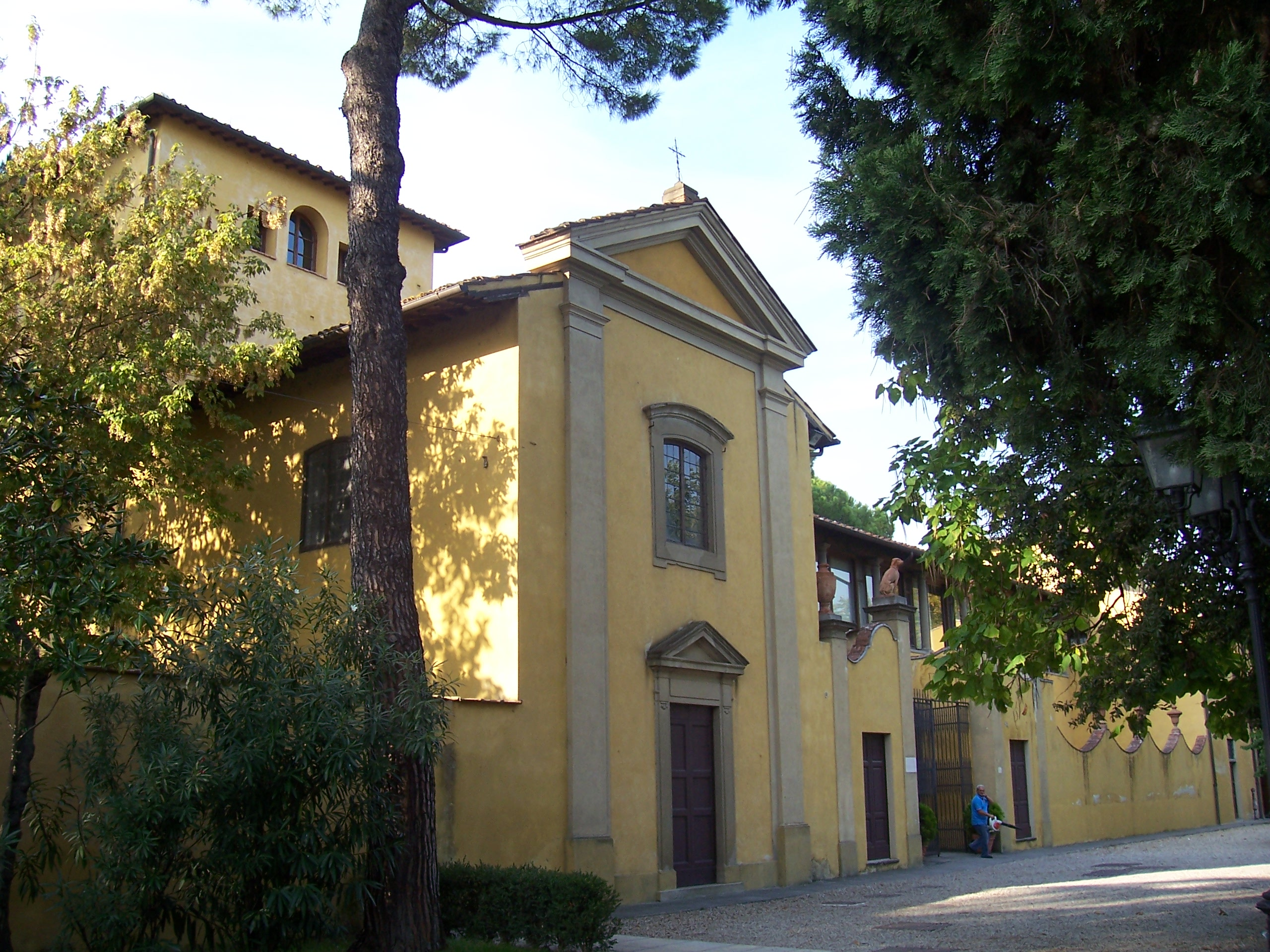
La Cappellina della villa

Villa Montalvo è una villa signorile posta alle porte dell'abitato di Campi Bisenzio (provincia di Firenze): si estende per circa 3.000 metri quadrati ed è di proprietà dell'amministrazione comunale.
Originariamente nota come Villa alla Marina per la vicinanza dell'omonimo corso d'acqua (si trova infatti alla confluenza del torrente Marina con il fiume Bisenzio), deve il suo attuale nome al fatto che fu per tre secoli dimora dei membri della nobile famiglia di origini spagnole Ramirez de Montalvo.

## Storia
La prima menzione scritta della villa si ha in una carta del 1305, che riporta la presenza in quel luogo di una casa fortificata. È lecito supporre che i Tornaquinci (poi Tornabuoni), possessori dei terreni su cui essa sorge dalla metà del Duecento, avessero fortificato una precedente costruzione con mura ed una torre allo scopo di realizzare un rifugio sicuro da utilizzare durante i continui scontri fra Guelfi e Ghibellini, fazione a cui appartenevano i Tornaquinci.
A seguito della sconfitta dei Ghibellini, la villa subisce devastazione e deturpazione: le fortificazioni vengono abbattute e la torre viene scamozzata (viene distrutta la parte terminale quale simbolo di onta allo sconfitto).
Agli inizi del XV secolo la famiglia Del Sodo acquista la villa ed inizia una lunga opera di ristrutturazione e di ampliamento, che termina nel 1427: viene ampliato il complesso con la costruzione dell'ala sud e di una piccola cappella.
Nel 1460 la villa fu acquistata dalla famiglia Spinelli, ricchi mercanti fiorentini.
Nel 1534 Ottaviano de' Medici acquistò la villa e diede inizio a nuovi lavori di modifica: i due corpi della villa, quello originale e quello aggiunto dalla famiglia Del Sodo, furono uniti a formare un corpo unico, ed un giardino fu eretto tutto intorno al nuovo edificio. Fu realizzato anche un portico a colonne nel cortile interno ed al primo piano fu costruito un loggiato che attraversa tutta la villa. Tra le mura della villa dimorò anche il figlio Alessandro di Ottaviano de' Medici, pievano di Santo Stefano a Campi e futuro papa Leone XI.
A metà del XVI secolo il vicino torrente Marina sposta il suo corso e le sue acque iniziano a lambire la villa. Questa vicinanza causerà nel corso degli anni numerosi danni al complesso per le frequenti "rotture" dell'argine da parte del torrente.
Nel 1570, Bernardetto de' Medici, figlio di Ottaviano, si trasferì a Napoli e vendette la villa a  Don Antonio Ramirez, nobile spagnolo appartenente alla famiglia Ramirez de Montalvo, giunto a Firenze al seguito di Eleonora di Toledo, sposa di Cosimo I de' Medici. Sotto la proprietà della famiglia Ramirez de Montalvo la villa visse tre secoli di splendore alternati da alcuni periodi di decadenza. Don Antonio iniziò una lunga serie di interventi di restauro e di ampliamento: fu modificata tutta la facciata di sud-ovest ed al piano terra fu inserita una serie di finestre con mensole in pietra ed inferriate; il portone d'ingresso fu ricostruito e sull'arco della volta fu inserito lo stemma familiare; lungo tutto il perimetro della villa venne issato un alto muro di cinta.
La villa venne inoltre dotata di due ingressi: il cancello principale fu posto di faccia al portone della villa mentre il secondario fu collocato nella parte orientale del giardino. I lavori di abbellimento terminarono con lo scavo di un nuovo pozzo in pietra al centro del cortile interno, manufatto ingentilito da una colonna in pietra serena sormontata da una statua raffigurante un leone.
Nel corso del XVII secolo la villa vive un periodo di decadenza sia a causa delle frequenti esondazioni del vicino torrente sia per lo scarso interesse manifestato nei confronti della stessa dai membri della famiglia Ramirez de Montalvo.
Nel 1760 la situazione cambia: Don Ferdinando eredita la villa e sotto la sua conduzione vengono eseguiti numerosi lavori di manutenzione: l'interno della villa viene abbellito con stucchi e dipinti, il giardino viene arricchito da numerose piante pregiate come la magnolia, ed i suoi vialetti vengono contornati da conche in terracotta con piante di limoni, lungo le mura di confine del giardino vengono posti vasi in terracotta e statue in pietra serena. All'interno della villa è ristrutturata e ampliata la cappellina dedicata a sant'Andrea Avellino (del 1719), che diventa una vera e propria cappella di famiglia.
È anche ripristinata e infoltita, lungo il torrente Marina, la macchia boschiva fatta a suo tempo piantare da Don Antonio. trasformandola in una vera e propria ragnaia, che diviene la meta preferita di caccia per tutti i nobili fiorentini dell'epoca.
La villa restò di proprietà della famiglia Ramirez de Montalvo fino al 1838, quando la linea maschile della famiglia si estinse e l'ultima discendente dei Montalvo, Giulia, sposò un giovane ingegnere lucchese, Felice Matteucci (sepolto all'interno della cappella della villa), che doveva poi inventare il motore endotermico assieme ad Eugenio Barsanti.
Nel 1921 gli eredi Matteucci vendettero la villa al proprio fattore, Giovanni Fratini, che fece incrementare notevolmente le attività agricole della villa, ormai ridotta a fattoria di campagna. Nel 1941 Fratini vendette la fattoria ad un industriale milanese, Walter Pauly; nel 1974 fu poi ceduta ad una multinazionale e nel 1984 comperata dal comune di Campi Bisenzio insieme alla limonaia ed al giardino. Il restauro della villa è stato ultimato nel 1998.

## Stato attuale
Oggi la Villa ospita la biblioteca comunale, l'Archivio Storico del comune ed alcuni uffici municipali, e viene spesso utilizzata come sede di rappresentanza del comune in eventi importanti. La limonaia è usata per convegni, manifestazioni ed altri eventi culturali da parte dell'amministrazione comunale e delle associazioni del territorio.
Nel giardino fanno mostra di sé una magnolia di 300 anni ed un immenso platano di 200 anni, alto 28 metri e con una chioma del diametro di 25 metri, inserito nella lista degli alberi monumentali della Regione Toscana.
Confinante con la villa c'è il Parco urbano di Villa Montalvo, uno spazio di verde pubblico di 19 ettari.

## Visite
La villa è visitabile dal lunedì al venerdì, dalle ore 9:00 alle ore 12:00 e dalle ore 15:00 alle ore 19:00.

## Come raggiungere la villa
L'ingresso della villa è posto in Via di Limite, strada che si incrocia sulla destra di Viale Primaldo Paolieri dirigendosi verso Capalle dalla rotonda posta all'intersezione tra Viale Paolieri, Via Saliscendi e Viale Salvador Allende.